# Enicospilus ocellatus
Enicospilus ocellatus är en stekelart som beskrevs av Shestakov 1926. Enicospilus ocellatus ingår i släktet Enicospilus och familjen brokparasitsteklar. Inga underarter finns listade i Catalogue of Life.